# Presidential Statement
L'acronimo Prst (Presidential Statement), indica una dichiarazione assunta per consensus dal Consiglio di Sicurezza delle Nazioni Unite e comunicata dal suo presidente di turno.

## Funzione
A differenza delle risoluzioni, i Prst non sono vincolanti e, solo per questo, sfuggono al potere di veto dei cinque Grandi: sono adottati nella formula con cui il Presidente certifica l'assenza di esplicito dissenso.

## Numerazione
Questo tipo di dichiarazione è numerata nei documenti dell'Onu con la sequenza S/PRST/anno/numero.